# こどもすまいる!
『こどもすまいる!』は、娘太丸による日本の4コマ漫画作品。保育園を舞台とした園児と先生のコメディ4コマ。ほのぼのとした作風の中に、頻繁にマニアックな小ネタが挟まれることが特徴。『まんがタイムきらら』（芳文社）誌上で2007年7月号から2009年12月号まで連載された。単行本は全2巻。

## 登場人物

### 保育士
松原 みくる（まつばら みくる）
通称「みく先生」。まなみあ保育園の女性保育士。
園児たちと見分けがつかないくらい小さく、童顔だが24歳。
誕生日は3月9日。
旭・七海と共に一軒家を借りて共同生活をしている。
小さい体だが怪力でよく食べる。
保育士としては鍵盤系が弾けず、歌えば音がずれる、料理や裁縫の腕も残念な人物だが、常に子供たちの事を考えるなど先生らしいところもあり、園児たちには公私に渡って懐かれている。
ポエムを自作する趣味がある。
旭に対して特別な感情を抱いている描写がある。
意外にもバイクの免許も持ち、かなりマニアック。
酔うと「ハグ」癖が出るが、力が強いため非常に危険。また、酒癖も悪い。
怪談は苦手だが好き。
高2の時には生徒会長だった。
所有する服は黒のタートルネックばかり。
江田島 旭（えだじま あきら）
料理上手で常に笑顔の、まなみあ保育園の男性保育士。
手先が器用で、お遊戯のぬいぐるみなども自作する。
保育園で出されるおやつは彼が作っている。
みくるの後輩のため、彼女より年下。
お酒に弱く、日本酒だと匂いだけで倒れる。
みくるを尊敬していると同時に、それ以上の感情も抱いている。
新条 七海（しんじょう ななみ）
通称「ナナミン」。まなみあ保育園の女性保育士。
酒豪で、子供たちの前でも普通に飲酒する。
みくる同様、鍵盤系は弾けないが、折り紙が上手い。
巨乳だが、恥ずかしがって普段はサラシを巻いて隠している。
ヒデとは互いに色々な意味でいいコンビで、大抵行動を（半強制的に）共にしている。
花粉症持ち。
みくる同様、バイクの免許を持っている。
園児に指摘されるほどファッションが酷い。

### 園児
ともちゃん（青島 とも）
明るくて元気な4歳の女の子。自宅は「青島青果」。
陽介とは、何かにつけて仲良くケンカしている。
日本の妖怪に詳しい妖怪博士な一面もある。
父は松茸が採れる山を数か所・牧場・プライベートビーチを所有するお金持ち。
造形の才能あり。
時々、博多弁が出る。
やえちゃん（赤川 やえ）
冷静沈着で偏った知識の持ち主の女の子。
何かと渋い趣味嗜好だが、ありとあらゆるジャンルの知識も豊富。
かなりのお金持ちの家で「ばあや」や「じい」がいる。
犬が苦手。
何かと器用だが、造形だけはダメ。
両親が多忙のため甘える事が出来ず、その反動でばあや（風花・萊花）やみくるによく懐いている。
ケイちゃん
ちょっぴり引っ込み思案の女の子。
作中で捨て犬と出会い、ひと騒動の後、めでたく飼う許可を得る。名前は「アン」。
びっくりするとお漏らしをしてしまったり、雪合戦では全弾命中したりと、最も子供っぽさが強く描かれている。
陽介くん
男の子たちの中でのリーダー格。
ともちゃんとは何かにつけて争っているが、お互いに「気になる子にちょっかいをかけたくなる」ゆえ。

### その他
ヒデ
近所の酒屋の息子。ちなみに三代目。
若干、岡山の方言。
何かと七海に振り回されることが多い。
やえ曰く「その報われないっプリがステキです」。
緑川（みどりかわ）
保育園に遊び道具などを納める「ニコ玩具」の女性販売員。七海の後輩で、七海には「ミド」と呼ばれる。
園児やみくるなどの「幼い子」が大好きで、新作のおもちゃ「あそびほうだい」を堪能するみくるを見て鼻血を垂らしたり、自分がデザインした子供服（コスプレ衣装）を着る園児を「資料用」と称して撮影したりする。
七海のリクエストで、みくる用のブラジル水着をデザインし、みくるを激怒させたことがある。
風花（ふうか）
やえちゃんの「ばあや」の1人。萊花の姉。
色白だが、やや小柄。快活な性格。
妹の萊花ともども極めて優秀で「温泉があれば」というリクエストに「ちょっと掘ってきます」と応じ、実際に温泉を掘り当ててしまう。
萊花（らいか）
やえちゃんの「ばあや」の1人。風花の妹。
姉の風花とは違い、色黒でやや大柄ながら、極めて恥ずかしがり屋な性格。
料理の腕は達人級。

## 単行本
- 芳文社より「まんがタイムKRコミックス」として刊行。
  1. 2008年12月12日発行 ISBN 978-4-8322-7757-1
  2. 2010年2月11日発行 ISBN 978-4-8322-7884-4